# 602 Dywizja do Zadań Specjalnych
602 Dywizja do Zadań Specjalnych (niem. Division z.b.V. 602) – jedna z dywizji III Rzeszy z okresu II wojny światowej. 
Dywizję utworzono z zamiarem wykonywania przez nią zadań policyjnych. Jej stan osobowy wynosił około 3000 żołnierzy. Nie posiadała na wyposażeniu sprzętu ciężkiego przez co stanowiła wartość bojową jednego pułku piechoty. W czasie ofensywy rozpoczętej 12 stycznia 1945 roku przez Armię Czerwoną zajmowała pozycje między Działoszycami a Pińczowem. W walkach na Ponidziu jej przeciwniczką była radziecka 322 Dywizja Strzelecka.